# Seine Beichte
Seine Beichte ist ein deutsches Stummfilmdrama von Hubert Moest mit Reinhold Schünzel und Hedda Vernon in den Hauptrollen. Die Buchvorlage schrieb Jolanthe Marès.

## Handlung
Achim von Wellinghausen ist ein Lebemann und Dandy, wie er im Buche steht. Sein Frauenkonsum gilt als legendär, doch bei keiner bleibt er lang. Eines Tages lernt der Bonvivant die verheiratete Ulla von Wahlen kennen und beginnt auch mit ihr eine Affäre. Sie ist die erste Frau, die ihn für längere Zeit zu fesseln vermag. Als der Ehemann von der Liebelei erfährt, fühlt dieser sich derart in seiner Ehre verletzt, dass er sich das Leben nimmt. Daraufhin verliert Wellinghausen wieder rasch das Interesse an Ulla, da das prickelnde Moment des Verbotenen verschwunden ist. 
Eine weitere Frau in Achims Leben ist die Sirene Siddy Roth. Einst stieß er die Tänzerin von sich, und das soll sich nun rächen, denn die junge Dame spinnt ihre Netze um ihn herum und macht Achim zunehmend krank. In diesem Moment wird ihm klar, dass sein Leben bald dem Ende zugeht, und er begreift erst jetzt, was ihm Ulla bedeutet hat. Er bittet sie, zu ihm zurückzukommen, doch nun ist es die Witwe, die ihn zurückweist und kein Interesse mehr an Achim zeigt. Rasch beginnt er wahnhafte Züge an den Tag zu legen und wirft mit Geld um sich. Mit letzter Kraft und umgeben von käuflichen Damen schluckt Achim Gift, um seinem schäbigen Dasein ein Ende zu setzen.

## Produktionsnotizen
Seine Beichte wurde am 23. Oktober 1919 in den Richard-Oswald-Lichtspielen uraufgeführt. Die Filmlänge betrug in der ersten Fassung 2165, in der zweiten 2127 bzw. 2030 Meter, verteilt auf sechs Akte. Ein Jugendverbot wurde ausgesprochen.
Joseph Delmont soll an der Regie beteiligt gewesen sein. Bernhard Schwidewski entwarf die Filmbauten, der Film-Novize Hans Dreier die Innendekors. Georg Schubert diente in untergeordneter Funktion Chefkameramann Eugen Hamm.

## Kritik
„Seine Beichte ist ein Filmwerk grobsinnlicher Effekte, die auch durch das hervorragende Spiel Reinhold Schünzels nicht gemildert wird. Auch die Frauen spielen in diesem Stück eine mehr als fragwürdige Rolle, was eigentlich befremdend erscheinen muß, wenn eine Frau als Verfasserin des Stoffes zeichnet.“